# Myanmars herrlandslag i fotboll
Myanmars herrlandslag i fotboll är Myanmars landslag i fotboll. Förbundet bildades 1947 och blev medlem av Fifa 1957 samt AFC 1954. Myanmar spelade sin första landskamp den 17 februari 1950 i Hongkong, men förlorade med 2-5 mot Hongkong. Största förlusten är 0-9 mot Kuwait. Största segern kom 1969 mot Singapore (9-0). Myanmars landslag är ett av världens svagaste och har vunnit färre än var femte match. Nästan alla spelare spelar i den inhemska ligan.

## VM
- 1930 till 1938: deltog inte.
- 1950: drog sig ur.
- 1954 till 1990: deltog inte.
- 2002: drog sig ur.
- 2006: diskvalificerade.

## Asiatiska mästerskapet
Myanmar överraskade stort under asiatiska mästerskapet 1968. I första gruppspelet slog de Kambodja (1-0), Pakistan (2-0) och Indien (2-0). Man förlorade sedan i sista gruppspelet mot Iran. Efter oavgjort mot Taiwan och vinster mot Hongkong och Israel blev det ett silver.